# Borussia Verein für Leibesübungen 1900 Mönchengladbach 1987-1988
Questa voce raccoglie le informazioni riguardanti il Borussia Verein für Leibesübungen 1900 Mönchengladbach nelle competizioni ufficiali della stagione 1987-1988.

## Stagione
Nella stagione 1987-1988 il Borussia Mönchengladbach, allenato da Wolf Werner, concluse il campionato di Bundesliga al 7º posto. In Coppa di Germania il Borussia Mönchengladbach fu eliminato al secondo turno dal Bayern Monaco. In Coppa UEFA il Borussia Mönchengladbach fu eliminato al primo turno dall'Espanyol. Il capocannoniere della squadra fu Uwe Rahn con 12 gol.

## Rosa
| N. |                           | Ruolo | Calciatore         |
| -- | ------------------------- | ----- | ------------------ |
|    | Germania Ovest (bandiera) | P     | Uwe Kamps          |
|    | Germania Ovest (bandiera) | P     | Roger Steiner      |
|    | Germania Ovest (bandiera) | D     | Hans-Günter Bruns  |
|    | Germania Ovest (bandiera) | D     | Hans-Georg Dreßen  |
|    | Germania Ovest (bandiera) | D     | Thomas Eichin      |
|    | Germania Ovest (bandiera) | D     | Michael Frontzeck  |
|    | Germania Ovest (bandiera) | D     | Thomas Herbst      |
|    | Norvegia (bandiera)       | D     | Kai-Erik Herlovsen |
|    | Germania Ovest (bandiera) | D     | Thomas Huschbeck   |
|    | Austria (bandiera)        | D     | Bernd Krauss       |
|    | Germania Ovest (bandiera) | D     | Thomas Krisp       |
|    | Germania Ovest (bandiera) | C     | Dirk Bakalorz      |

| N. |                           | Ruolo | Calciatore            |
| -- | ------------------------- | ----- | --------------------- |
|    | Germania Ovest (bandiera) | C     | Andreas Brandts       |
|    | Germania Ovest (bandiera) | C     | Stefan Effenberg      |
|    | Germania Ovest (bandiera) | C     | Christian Hochstätter |
|    | Germania Ovest (bandiera) | C     | Guido Hoffmann        |
|    | Germania Ovest (bandiera) | C     | Jörg Neun             |
|    | Germania Ovest (bandiera) | C     | André Winkhold        |
|    | Germania Ovest (bandiera) | A     | Christoph Budde       |
|    | Germania Ovest (bandiera) | A     | Hans-Jörg Criens      |
|    | Germania Ovest (bandiera) | A     | Uwe Rahn              |
|    | Germania Ovest (bandiera) | A     | Günter Thiele         |
|    | Paesi Bassi (bandiera)    | A     | Erik Willaarts        |

## Calciomercato

### Sessione estiva
| Acquisti | Acquisti       | Acquisti  | Acquisti |
| R.       | Nome           | da        | Modalità |
| -------- | -------------- | --------- | -------- |
| D        | Thomas Herbst  | Darmstadt |          |
| A        | Erik Willaarts | Utrecht   |          |

| Cessioni | Cessioni         | Cessioni     | Cessioni |
| R.       | Nome             | a            | Modalità |
| -------- | ---------------- | ------------ | -------- |
| D        | Ulrich Borowka   | Werder Brema |          |
| C        | Joachim Gehrmann | Havelse      |          |
| C        | Jörg Jung        | Friburgo     |          |
| A        | Ewald Lienen     | Duisburg     |          |

### Sessione invernale
| Acquisti | Acquisti  | Acquisti         | Acquisti |
| R.       | Nome      | da               | Modalità |
| -------- | --------- | ---------------- | -------- |
| C        | Jörg Neun | Waldhof Mannheim |          |

| Cessioni | Cessioni        | Cessioni             | Cessioni |
| R.       | Nome            | a                    | Modalità |
| -------- | --------------- | -------------------- | -------- |
| C        | Andreas Brandts | Alemannia Aquisgrana |          |

## Risultati

### Bundesliga

#### Girone di andata
| Arbitro: | Schmidhuber |

|             |           |                    |
| Leifeld 88’ | Marcatori | 31’ Bruns 39’ Rahn |

| Arbitro: | Gabor |

|                          |           |           |
| Criens 52’ Frontzeck 80’ | Marcatori | 31’ Mathy |

| Arbitro: | Barnick |

|                                                         |           |  |
| Sigurvinsson 2’, 86’ Klinsmann 24’, 50’, 57’ Walter 88’ | Marcatori |  |

| Arbitro: | Heitmann |

|                        |           |            |
| Willaarts 68’ Rahn 76’ | Marcatori | 44’ Täuber |

| Arbitro: | Assenmacher |

|          |           |               |
| Zorc 46’ | Marcatori | 17’ Willaarts |

| Arbitro: | Dellwing |

|                      |           |  |
| Rahn 37’, 45’ (rig.) | Marcatori |  |

| Arbitro: | Zimmermann |

|  |           |                                       |
|  | Marcatori | 12’ Thiele 25’ Criens 51’ Hochstätter |

| Arbitro: | Scheuerer |

|                              |           |  |
| Bakalorz 10’ Hochstätter 33’ | Marcatori |  |

| Arbitro: | Werner |

|                                         |           |  |
| Andersen 39’ Grahammer 52’ Eckstein 80’ | Marcatori |  |

| Arbitro: | Schmidhuber |

|                                                                                                |           |                              |
| Rahn 20’, 51’ Hochstätter 21’ Beiersdorfer 24’ (aut.) Criens 74’, 76’ Frontzeck 86’ Thiele 88’ | Marcatori | 8’ Labbadia 47’ (rig.) Kaltz |

| Arbitro: | Matheis |

|                                         |           |            |
| Hochstätter 19’ Bakalorz 35’ Dreßen 74’ | Marcatori | 16’ Schulz |

| Arbitro: | Brehm |

|                                               |           |          |
| Povlsen 10’, 27’ Herbst 68’ (aut.) Häßler 80’ | Marcatori | 37’ Rahn |

| Arbitro: | Bruch |

|              |           |                          |
| Bakalorz 11’ | Marcatori | 17’ Ordenewitz 48’ Sauer |

| Arbitro: | Wiesel |

|  |           |                                       |
|  | Marcatori | 25’ Dreßen 70’ Hochstätter 73’ Thiele |

| Arbitro: | Fux |

|            |           |                       |
| Dreßen 52’ | Marcatori | 75’ Müller 87’ Pałasz |

| Arbitro: | Föckler |

|                         |           |                             |
| Glesius 60’ Hermann 70’ | Marcatori | 33’ Criens 82’ (rig.) Bruns |

| Arbitro: | Wittke |

|               |           |  |
| Frontzeck 31’ | Marcatori |  |

#### Girone di ritorno
| Arbitro: | Zimmermann |

|                                |           |  |
| Hochstätter 3’, 32’ Krauss 57’ | Marcatori |  |

| Arbitro: | Scheuerer |

|                       |           |                               |
| Funkel 33’ Funkel 86’ | Marcatori | 20’, 46’ Criens 44’, 78’ Rahn |

| Arbitro: | Umbach |

|  |           |             |
|  | Marcatori | 83’ Gaudino |

| Arbitro: | Boos |

|               |           |           |
| Tita 46’, 63’ | Marcatori | 87’ Bruns |

| Arbitro: | Strigel |

|  |           |                                |
|  | Marcatori | 26’ Mill 38’ Dickel 76’ Möller |

| Arbitro: | Neuner |

|              |           |  |
| Matthäus 79’ | Marcatori |  |

| Arbitro: | Barnick |

|  |           |                |
|  | Marcatori | 63’ Bockenfeld |

| Homburg 22 marzo 1988, ore 17:00 CET 25ª giornata | Homburg    | 0 – 0 referto | Borussia M'gladbach | Waldstadion (6 500 spett.)\| Arbitro: \| Zimmermann \| |
| Arbitro:                                          | Zimmermann |               |                     |                                                        |

| Arbitro: | Heitmann |

|                                 |           |  |
| Hochstätter 41’, 44’ Criens 65’ | Marcatori |  |

| Arbitro: | Dellwing |

|                         |           |          |
| von Heesen 44’ Bein 84’ | Marcatori | 65’ Rahn |

| Arbitro: | Bruch |

|                       |           |  |
| Binz 33’ Turowski 69’ | Marcatori |  |

| Arbitro: | Föckler |

|  |           |             |
|  | Marcatori | 61’ Povlsen |

| Arbitro: | Gabor |

|                       |           |  |
| Kutzop 76’ Riedle 81’ | Marcatori |  |

| Arbitro: | Mercier |

|           |           |             |
| Bruns 69’ | Marcatori | 32’ Wollitz |

| Arbitro: | Scheuerer |

|                           |           |                                                  |
| Grillemeier 2’ Hobday 48’ | Marcatori | 7’ Effenberg 40’ Hochstätter 85’ Criens 89’ Rahn |

| Arbitro: | Wiesel |

|                    |           |                        |
| Rahn 8’ Criens 45’ | Marcatori | 75’ Heisig 83’ Hermann |

| Arbitro: | Mierswa |

|                                                       |           |                                |
| Kohr 5’ Roos 56’ Friedmann 59’ Allievi 72’ Wuttke 82’ | Marcatori | 2’ (aut.) Wolf 16’ Hochstätter |

### Coppa di Germania
| Arbitro: | Osmers |

|                         |           |                 |
| Frontzeck 55’ Rahn 112’ | Marcatori | 61’ Falkenmayer |

| Arbitro: | Theobald |

|                             |           |                            |
| Hochstätter 77’ Thiele 100’ | Marcatori | 72’ Rummenigge 97’ Dorfner |

| Arbitro: | Werner |

|                                   |           |                        |
| Matthäus 74’ Rummenigge 93’, 111’ | Marcatori | 57’ Thiele 110’ Criens |

### Coppa UEFA
| Arbitro: | Vautrot |

|  |           |            |
|  | Marcatori | 34’ Ozaeta |

| Arbitro: | Courtney |

|                                                |           |          |
| Valverde 30’ Iñaki 45’ Golobart 49’ Ozaeta 54’ | Marcatori | 59’ Rahn |

## Statistiche

### Statistiche di squadra
| Competizione      | Punti | In casa | In casa | In casa | In casa | In casa | In casa | In trasferta | In trasferta | In trasferta | In trasferta | In trasferta | In trasferta | Totale | Totale | Totale | Totale | Totale | Totale | DR |
| Competizione      | Punti | G       | V       | N       | P       | Gf      | Gs      | G            | V            | N            | P            | Gf           | Gs           | G      | V      | N      | P      | Gf     | Gs     | DR |
| ----------------- | ----- | ------- | ------- | ------- | ------- | ------- | ------- | ------------ | ------------ | ------------ | ------------ | ------------ | ------------ | ------ | ------ | ------ | ------ | ------ | ------ | -- |
| Bundesliga        | 33    | 17      | 9       | 2       | 6       | 31      | 18      | 17           | 5            | 3            | 9            | 24           | 35           | 34     | 14     | 5      | 15     | 55     | 53     | +2 |
| Coppa di Germania | -     | 2       | 1       | 1       | 0       | 4       | 3       | 1            | 0            | 0            | 1            | 2            | 3            | 3      | 1      | 1      | 1      | 6      | 6      | 0  |
| Coppa UEFA        | -     | 1       | 0       | 0       | 1       | 0       | 1       | 1            | 0            | 0            | 1            | 1            | 4            | 2      | 0      | 0      | 2      | 1      | 5      | -4 |
| Totale            | 33    | 20      | 10      | 3       | 7       | 35      | 22      | 19           | 5            | 3            | 11           | 27           | 42           | 39     | 15     | 6      | 18     | 62     | 64     | -2 |

### Andamento in campionato
| Giornata  | 1 | 2 | 3 | 4 | 5 | 6 | 7 | 8 | 9 | 10 | 11 | 12 | 13 | 14 | 15 | 16 | 17 | 18 | 19 | 20 | 21 | 22 | 23 | 24 | 25 | 26 | 27 | 28 | 29 | 30 | 31 | 32 | 33 | 34 |
| --------- | - | - | - | - | - | - | - | - | - | -- | -- | -- | -- | -- | -- | -- | -- | -- | -- | -- | -- | -- | -- | -- | -- | -- | -- | -- | -- | -- | -- | -- | -- | -- |
| Luogo     | T | C | T | C | T | C | T | C | T | C  | C  | T  | C  | T  | C  | T  | C  | C  | T  | C  | T  | C  | T  | C  | T  | C  | T  | T  | C  | T  | C  | T  | C  | T  |
| Risultato | V | V | P | V | N | V | V | V | P | V  | V  | P  | P  | V  | P  | N  | V  | V  | V  | P  | P  | P  | P  | P  | N  | V  | P  | P  | P  | P  | N  | V  | N  | P  |
| Posizione | 4 | 3 | 7 | 5 | 5 | 3 | 3 | 3 | 3 | 3  | 3  | 4  | 4  | 4  | 4  | 5  | 4  | 4  | 4  | 5  | 5  | 6  | 6  | 6  | 6  | 6  | 6  | 6  | 6  | 6  | 9  | 7  | 7  | 7  |

Legenda:

Luogo: C = Casa; T = Trasferta. Risultato: V = Vittoria; N = Pareggio; P = Sconfitta.

### Statistiche dei giocatori
Sono in corsivo i calciatori che hanno lasciato la società a stagione in corso.
| Giocatore      | Bundesliga | Bundesliga | Bundesliga  | Bundesliga | Coppa di Germania | Coppa di Germania | Coppa di Germania | Coppa di Germania | Coppa UEFA | Coppa UEFA | Coppa UEFA  | Coppa UEFA | Totale   | Totale | Totale      | Totale     |
| Giocatore      | Presenze   | Reti       | Ammonizioni | Espulsioni | Presenze          | Reti              | Ammonizioni       | Espulsioni        | Presenze   | Reti       | Ammonizioni | Espulsioni | Presenze | Reti   | Ammonizioni | Espulsioni |
| -------------- | ---------- | ---------- | ----------- | ---------- | ----------------- | ----------------- | ----------------- | ----------------- | ---------- | ---------- | ----------- | ---------- | -------- | ------ | ----------- | ---------- |
| D. Bakalorz    | 21         | 3          | 2           | 0          | 2                 | 0                 | 0                 | 0                 | 2          | 0          | 0           | 0          | 25       | 3      | 2           | 0          |
| A. Brandts     | 3          | 0          | 0           | 0          | 0                 | 0                 | 0                 | 0                 | 0          | 0          | 0           | 0          | 3        | 0      | 0           | 0          |
| H. Bruns       | 33         | 4          | 5           | 0          | 3                 | 0                 | 1                 | 0                 | 1          | 0          | 0           | 1          | 37       | 4      | 6           | 1          |
| C. Budde       | 13         | 0          | 0           | 0          | 3                 | 0                 | 0                 | 0                 | 0          | 0          | 0           | 0          | 16       | 0      | 0           | 0          |
| H. Criens      | 34         | 10         | 0           | 0          | 3                 | 1                 | 0                 | 0                 | 2          | 0          | 0           | 0          | 39       | 11     | 0           | 0          |
| H. Dreßen      | 20         | 3          | 3           | 1          | 3                 | 0                 | 1                 | 0                 | 2          | 0          | 0           | 0          | 25       | 3      | 4           | 1          |
| S. Effenberg   | 15         | 1          | 2           | 0          | 0                 | 0                 | 0                 | 0                 | 0          | 0          | 0           | 0          | 15       | 1      | 2           | 0          |
| T. Eichin      | 12         | 0          | 4           | 0          | 0                 | 0                 | 0                 | 0                 | 0          | 0          | 0           | 0          | 12       | 0      | 4           | 0          |
| M. Frontzeck   | 33         | 3          | 5           | 0          | 3                 | 1                 | 1                 | 0                 | 2          | 0          | 0           | 0          | 38       | 4      | 6           | 0          |
| T. Herbst      | 22         | 0          | 6           | 0          | 1                 | 0                 | 0                 | 0                 | 2          | 0          | 0           | 0          | 25       | 0      | 6           | 0          |
| K. Herlovsen   | 20         | 0          | 4           | 0          | 3                 | 0                 | 1                 | 0                 | 2          | 0          | 0           | 0          | 25       | 0      | 5           | 0          |
| C. Hochstätter | 32         | 11         | 3           | 0          | 3                 | 1                 | 0                 | 0                 | 2          | 0          | 0           | 0          | 37       | 12     | 3           | 0          |
| G. Hoffmann    | 9          | 0          | 0           | 0          | 1                 | 0                 | 0                 | 0                 | 0          | 0          | 0           | 0          | 10       | 0      | 0           | 0          |
| T. Huschbeck   | 1          | 0          | 0           | 0          | 0                 | 0                 | 0                 | 0                 | 0          | 0          | 0           | 0          | 1        | 0      | 0           | 0          |
| U. Kamps       | 34         | 0          | 0           | 0          | 3                 | 0                 | 0                 | 0                 | 2          | 0          | 0           | 0          | 39       | 0      | 0           | 0          |
| B. Krauss      | 17         | 1          | 3           | 0          | 2                 | 0                 | 1                 | 0                 | 0          | 0          | 0           | 0          | 19       | 1      | 4           | 0          |
| T. Krisp       | 26         | 0          | 5           | 1          | 1                 | 0                 | 0                 | 0                 | 1          | 0          | 0           | 0          | 28       | 0      | 5           | 1          |
| J. Neun        | 15         | 0          | 0           | 0          | 0                 | 0                 | 0                 | 0                 | 0          | 0          | 0           | 0          | 15       | 0      | 0           | 0          |
| U. Rahn        | 25         | 12         | 3           | 0          | 3                 | 1                 | 1                 | 0                 | 1          | 1          | 0           | 0          | 29       | 14     | 4           | 0          |
| R. Steiner     | 0          | 0          | 0           | 0          | 0                 | 0                 | 0                 | 0                 | 0          | 0          | 0           | 0          | 0        | 0      | 0           | 0          |
| G. Thiele      | 19         | 3          | 1           | 1          | 2                 | 2                 | 1                 | 0                 | 2          | 0          | 0           | 0          | 23       | 5      | 2           | 1          |
| E. Willaarts   | 10         | 2          | 0           | 0          | 1                 | 0                 | 0                 | 0                 | 1          | 0          | 0           | 0          | 12       | 2      | 0           | 0          |
| A. Winkhold    | 24         | 0          | 7           | 0          | 2                 | 0                 | 0                 | 0                 | 2          | 0          | 0           | 0          | 28       | 0      | 7           | 0          |